# Carole Lavoie
Pour les articles homonymes, voir Lavoie.
 (août 2018).
Si vous disposez d'ouvrages ou d'articles de référence ou si vous connaissez des sites web de qualité traitant du thème abordé ici, merci de compléter l'article en donnant les références utiles à sa vérifiabilité et en les liant à la section « Notes et références ».
Carole Lavoie est une romancière et auteure dramatique française.

## Biographie
Carole Lavoie est née à Villeneuve-Saint-Georges, dans le Val-de-Marne, d'un père parisien et d'une mère bretonne. Elle écrit son premier texte à 7 ans, une histoire inspirée d'une série d'images trouvées dans des tablettes de chocolat[source secondaire nécessaire].
Elle quitte la région parisienne à 11 ans quand sa famille s'installe à Saint-Lunaire, près de Dinard. Après être passée par le lycée le Bocage à Dinard et une année de philo au lycée Jacques Cartier à Saint-Malo, elle fait des études de lettres à Rennes.
Elle se dirige ensuite vers la gestion d'entreprise et vit quelques années à Caen. Elle décide ensuite de se consacrer à la littérature, après un passage par la rédaction publicitaire.
Elle vit actuellement dans la banlieue nantaise. C'est sa rencontre avec une éditrice nantaise qui l'a incitée à écrire des nouvelles, puis des romans. Elle a ensuite écrit une pièce de théâtre, Coups de coeurs, qui a fait l'objet d'une tournée nationale au profit des Restos du Cœur.

## Regards sur l'œuvre
Carole Lavoie s'est d'abord fait connaître par le roman Eclats d'émeraude qui évoque les débuts du tourisme en Bretagne. Ce roman a été couronné par le prix Jackie-Bouquin "La femme dans l'histoire". Carole a publié en 2022 un autre roman historique intitulé Fleurs de blé noir, hommage à ses ancêtres des Côtes d'Armor.
Carole Lavoie est aussi l'auteur d'une série de romans policiers, Les aventures de Lise Clément, dont l'héroïne est une jeune journaliste indépendante qui rêve d'un prince charmant introuvable tout en traquant, plutôt maladroitement, les assassins rencontrés sur son passage. Chaque épisode de cette série se déroule dans un lieu différent et l'intrigue est intimement liée à l'histoire et aux coutumes locales.
Carole Lavoie s’intéresse aussi à la psychologie, ce qui lui a permis de construire des personnages de femmes dont un critique dira qu'elles ont « carrure à devenir héroïnes de films tant elles sont marquantes ».
En tant qu'auteur dramatique, Carole Lavoie a écrit une dizaine de pièces de théâtre, dont deux qu'elle a mis en scène elle-même. La notion de "spectacle vivant" est particulièrement importante pour Carole. Elle en a d'ailleurs fait le titre d'une de ses pièces.

### Romans
- Eclats d'émeraude, Éditions SOL'AIR Nantes, 1995Réédité en 2000 par COOP BREIZH Spezet
- Le Crystal brisé, Éditions SOL'AIR Nantes, 1997
- Fleurs de blé noir, BOOKELIS, 2022

- Série Lise Clément
  - Une Ombre sur le festival, Éditions SOL'AIR Nantes, 1998
  - Destins enchaînés, Éditions SOL'AIR Nantes, 2000
  - Le Dormeur du Val, Éditions COOP BREIZH Spezet, 2002
  - Macchabées sur lie, PROLOGUE, 2004

### Nouvelles
- « La Voiture abandonnée », SOL'AIR, no 2,‎ 1993
- « La Voyageuse du crépuscule », SOL'AIR, no 3,‎ 1993adaptée à la scène sous le même titre par Carole Lavoie
- « Fait d'hiver », SOL'AIR, no 7,‎ 1995
- « La Robe de mariée », SOL'AIR, no 11,‎ 1996
- « Un jour mon prince viendra », SOL'AIR, no 15,‎ 1998
- « L'enfant de Gonaïves », SOL'AIR, no 16,‎ 1998
- Carnets d'enfances, Nantes, PROLOGUE, 2004

### Théâtre
- 1992 : Coup de cœurs, tournée en France au profit des Restos du Cœur.
- 1994 : Nouvelles en scène, adaptation théâtrale de 4 nouvelles parues aux Éditions SOL'AIR, La Voyageuse du crépuscule, l'Attente, Sursis, un Jour de liberté.
- 2000 : Spectacle vivant.
- 2002 : Abstention danger, théâtre de rue.
- Graines de Baobab, in La Plus Grande Grande Pièce du monde, EDITIONS DE L'AMANDIER Paris 2002
- 2005 : La Deuxième Moitié du ciel.
- 2007 : Biosphère 2084, e-book, LULU.

## Citations
"J'écris les livres que j'aimerais lire, avec le souci de respecter le lecteur."[source secondaire nécessaire]
"Lire doit avant tout être un plaisir, qui n'exclut pas l'émotion ni la réflexion."